# Hoopstad
Hoopstad (ville d'espoir en afrikaans) est une petite ville de l’État-Libre en Afrique du Sud.

## Localisation
Hoopstad est située sur la route R700 entre Bloemfontein et la province du Nord-Ouest. La ville est située près du barrage de Bloemhof, situé sur la rivière Vaal. 

## Démographie
Selon le recensement de 2011, Hoopstad compte 1 295 résidents, principalement issus de la communauté blanche (65,95%). Les noirs et les coloureds représentent respectivement 29,27% et 1,93% des résidents. Les habitants sont à 86,70 % de langue maternelle afrikaans.
La zone urbaine, comprenant le township de Tikwana (14 738 habitants, 97,35% de noirs), compte 16 033 habitants (91,9% de noirs et 5,5% de blancs), majoritairement de langue sotho (52%) et xhosa (18,5%).

## Historique
Le village de Hoopstad a été fondé en 1876 dans l'état libre d'Orange et baptisé Hauptstad en l'honneur de M. Haupt, un géomètre. La traduction de Hauptstad en afrikaans signifie capitale, ce qui n’était clairement pas le cas et la localité a alors été renommée Hoopstad, dont le nom signifie "ville d'espoir" en afrikaans. 